# FIFA Online
FIFA Online est une série de jeux vidéo uniquement en ligne dérivée de la série FIFA et publiée spécifiquement pour le marché asiatique avec notamment un modèle free-to-play.

## Fifa Online
Le premier jeu publié dans la série est co-développé par EA et Neowiz Games. Destiné au marché asiatique, il sort en 2006.

## FIFA Online 2
Co-développé par EA et le développeur Sud-coréen Neowiz Games qui est un portail de jeux nommé Pmang, a donc été publié dans divers pays et régions. En juillet 2006, le jeu a un record de 180 000 utilisateurs simultanés. Fin 2008, une version pour l'Asie du Sud-Est est annoncée et commercialisée le 23 janvier 2009.

## FIFA Online (version occidentale)
FIFA Online (avec pour nom de code FIFA Online 3) est la version occidentale de FIFA Online 2 asiatique. Cette fois, le jeu a été complètement développé en interne entre EA Singapour et EA Canada, et disponible en bêta ouverte en Europe et en Amérique. C'était le seul jeu vidéo entièrement sous licence de la Coupe du Monde de la FIFA 2010 pour la plate-forme PC. Semblable au mode Ultimate Team des jeux FIFA classiques, le jeu se concentre sur la construction d'une équipe de rêve par la négociation de contrats et en gagnant des cartes de joueur.

## FIFA Online 3
Le troisième épisode de la série est développé par Spearhead, une entreprise EA.

## FIFA World
FIFA World est un autre jeu en ligne FIFA axé sur le marché occidental, développé par EA Canada.